# Таачек
Таачек — деревня Бирилюсском районе Красноярского края России. Входит в состав Зачулымского сельсовета. Находится на правом берегу реки Тюхтет (приток Чулыма), примерно в 19 км к юго-западу от районного центра, села Новобирилюссы, на высоте 205 метров над уровнем моря.

## Население
| 2010 |
| ---- |
| 18   |

Гендерный состав
По данным Всероссийской переписи населения 2010 года 9 мужчин и 9 женщин из 18 чел.

## Улицы
Уличная сеть деревни состоит из одной улицы (ул. Лесная).